# Istán
Istán est une commune de la province de Malaga, dans la communauté autonome d’Andalousie, en Espagne.

## Géographie
Istán est située à 15 km au nord-ouest de Marbella, dans la partie méridionale du Parc naturel de la Sierra de las Nieves.

## Histoire

Localisation de la commune de Istán

Il existe peu de références sur l'histoire du village et plus particulièrement celle qui est antérieure à l'époque arabe, mais la région est une enclave contrôlée par Omar Ben Hafsun en 896 durant la rébellion contre le calife de Cordoue.
En 1448, la place forte est conquise par les chrétiens et les survivants se réfugient à l'intérieur des fortifications de la ville de Istán.
Après la révolte maure de 1568, la ville de Istán est rattachée à la province de Murcie. Les habitants de cette région parlent un dialecte appelé panocho.

## Tourisme
Le village est situé dans un environnement privilégié et sur le territoire protégé du Parc naturel de la Sierra de las Nieves. L'accès se fait par une route forestière sinueuse, en passant par Tolox situé au sud ou par le nord-est en traversant la ville de Ronda.
Ses nombreuses sources d'eau étaient captées et alimentaient les villages de la côte. Actuellement les eaux pures d'Istán n'alimentent que les fontaines ou les canaux d'irrigation du village[réf. souhaitée].
Plus haut, à l'orée du village, une aire de repos permet aux visiteurs de se délasser après une longue marche d’exploration des environs du parc de la Sierra de las Nieves.
Vers la fin septembre, la fête de l'Archange Saint Michel est donnée avec ses processions et ses festivités costumées[réf. souhaitée].